# Pingフラッド
pingフラッド（ピンフラッド、英語: ping flood）とは、DoS攻撃の一種であり、攻撃者が標的に対して大量のICMP "echo request"（ping要求）を送信するというものである。ICMPフラッドともいう。
pingコマンドのfloodオプションを使用すると、相手からの応答を待たずにICMPパケットを可能な限り高速に送信することができるため、より効果的にpingフラッド攻撃を行える。ほとんどのpingコマンドの実装では、floodオプションの使用には管理者権限が必要となる。
攻撃者が標的よりも大きな帯域幅を使用している場合に効果的である。標的は、"echo request"のそれぞれに対してICMP "echo reply"（ping応答）を応答することになるため、送信帯域幅と受信帯域幅の両方が消費される。また、標的のシステムの速度が遅い場合、pingフラッドによってユーザが大幅な速度低下を感じられるほどのCPUサイクルが消費される。
フラッドping は、ネットワークのパケットロスやスループットの問題の診断にも使用される。